# Plage de Rocroy
La plage de Rocroy est une plage de galets et sable noir située entre les communes Baillif et de Vieux-Habitants, en Guadeloupe.

## Description
La plage de Rocroy, longue d'environ 100 m, se situe au sud de Vieux-Habitants et au nord de Baillif entre la pointe de l'Ermitage et la pointe du Corps de Garde. 
Plage familiale comportant plusieurs carbets, abritée dans une anse, elle est ensoleillée et comporte des douches.
La ravine de Rocroy y a son embouchure.

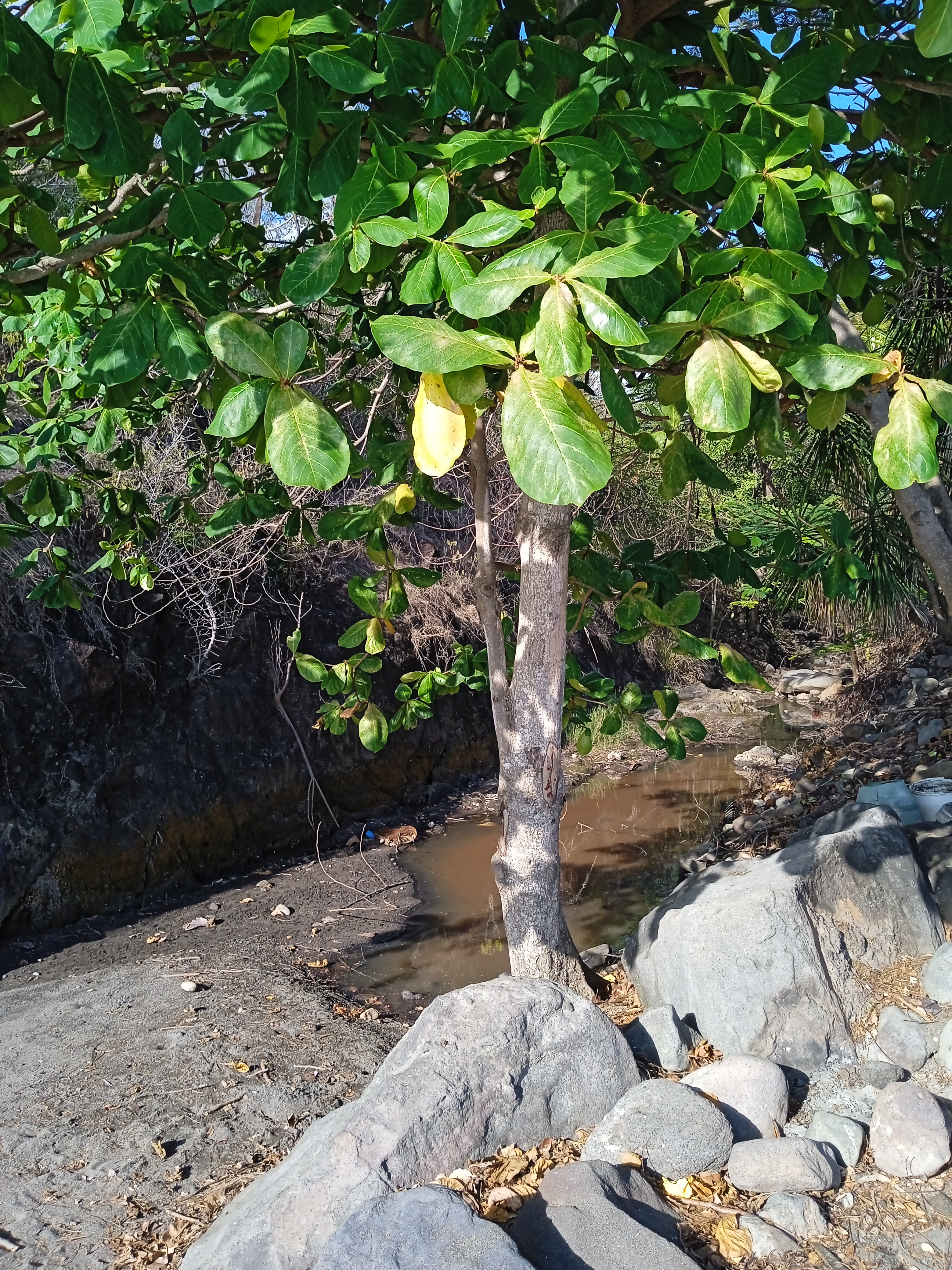
La ravine de Rocroy.